# Физическое или психическое принуждение
Физическое или психическое принуждение — противоправное применение насилия (физического или психического) к лицу, которое осуществляется с целью добиться совершения данным лицом вопреки его воле общественно опасного деяния. Является одним из обстоятельств, исключающих преступность деяния.
Ответственность в такой ситуации исключается вследствие того, что действия совершаются лицом не по своей воле и, следовательно, невиновно. Отмечается, что фактически в этом случае принуждаемый выступает в качестве «живого орудия» преступления, а субъектом преступления будет являться и ответственность будет нести принуждающий.

## Виды принуждения
В качестве исключающего ответственность обстоятельства может рассматриваться физическое или психическое принуждение, которое применяется к лицу непосредственно в момент совершения им преступного деяния или незадолго до него (так что ещё сохраняется опасность повторного насильственного воздействия в случае отказа от совершения требуемых действий). В реальности физическое и психическое принуждение редко осуществляются отдельно друг от друга: как правило, любое физическое принуждение содержит элементы психического воздействия, а психическое принуждение сопровождается применением физического насилия.

### Физическое принуждение
Физическое принуждение — это насильственное воздействие на организм человека, сводящееся к причинению боли или вреда здоровью, совершаемое с целью добиться совершения принуждаемым лицом определённого действия. Физическое принуждение может сводиться к нарушению анатомической целостности организма человека (нанесение побоев, применение оружия и т. п.), воздействию на иные физиологические процессы (применение сильнодействующих лекарственных, наркотических и психотропных препаратов, нейролептиков, лишение пищи, сна и т. п.) и ограничению физической свободы принуждаемого (удерживание, связывание и т. д.).

### Психическое принуждение
Психическое принуждение — это информационное воздействие на сознание человека, которое, как правило, представляет собой угрозу применения физического насилия к самому принуждаемому лицу или его близким.
Примером такого принуждения может быть похищение членов семьи сотрудника банка для того, чтобы под угрозой расправы над ними сотрудник банка помог преступникам осуществить ограбление банка.
Спорным является вопрос о возможности признания психическим принуждением иных способов информационного воздействия на сознание, в частности, гипноза. Наиболее общим является мнение о том, что уголовно-правовое значение такое воздействие может иметь только в случае, если им полностью подавляются сознание лица или его воля.

## Степень принуждения
Физическое принуждение может признаваться преодолимым или непреодолимым. В отношении психического принуждения, как правило, считается, что оно может быть только преодолимым.
Непреодолимый характер принуждения означает, что воля лица была полностью подавлена, что лицо, причиняя общественно опасные последствия, не имело другого выбора, кроме как совершение общественно опасного деяния. В соответствии с принципом субъективного вменения такое причинение вреда должно быть признано невиновным, ответственность за него наступать не может. Исполнителем преступления при этом является принуждающий, имеет место так называемое посредственное причинение.
Если возможность выбора непреступного варианта поведения у принуждаемого сохранялась, имеет место ситуация, схожая с крайней необходимостью: для предотвращения вреда своим охраняемым законом интересам принуждаемый причиняет вред интересам третьего лица. Вред, причинённый в таких ситуациях, оценивается как причинённый в состоянии крайней необходимости: то есть, для признания его причинения правомерным он должен быть меньше предотвращённого вреда и причинение вреда должно являться именно крайним выходом из сложившейся ситуации.

## Физическое или психическое принуждение в законодательстве

### В законодательстве стран мира
Нормы о принуждении как об обстоятельстве, исключающем уголовную ответственность, содержатся в уголовном законодательстве многих государств. В ст. 122-2 Уголовного кодекса Франции (УК Франции) говорится: «Не подлежит уголовной ответственности лицо, действовавшее под влиянием силы или принуждения, которым оно не могло противостоять».
В УК Голландии говорится, что «Лицо, которое совершает правонарушение под влиянием силы, которой оно не может противостоять, не подлежит уголовной ответственности» (ст. 40). Возможность противостоять принуждению является оценочным признаком: она определяется исходя из конкретной ситуации правоохранительными органами.
УК Испании в п. 6 ст. 21 содержит более широкое основание освобождения от ответственности: там говорится, что не подлежит уголовной ответственности «тот, кто действовал в состоянии сильного страха». Сильный страх может быть вызван, в частности, принуждением (в первую очередь психическим).

### В уголовном законодательстве России
Норма о физическом или психическом принуждении содержится в ст. 40 УК РФ. Признаётся непреступным причинение вреда охраняемым уголовным законом интересам в результате непреодолимого физического принуждения.
Если физическое принуждение было преодолимым, а также во всех случаях психического принуждения, вопрос об ответственности решается по правилам о крайней необходимости.